# 东洲街道 (汕尾市)
东洲街道是中国广东省汕尾市城区下辖的一个街道，原为东洲镇。
1997年，田墘镇和遮浪镇改设为田墘街道和遮浪街道，并从田墘镇析出东洲坑和湖东两个村设立东洲街道。
2005年9月起，由于汕尾市强收土地兴建发电厂，当地村民反对而停工。 12月6日，防暴警察对游行的村民开枪，3名村民中弹身亡（中国当局称3人，别外一些媒体认为是10-20人）。

## 行政区划
东洲街道下辖以下村级行政区划单位：
湖东村、东一村、东二村、东三村和东四村。

## 参看
- 2005年汕尾东洲警民冲突事件